# 피는 살아있다
"피는 살아있다"는 한국에서 제작된 신현호 감독의 1960년 영화이다. 황정순 등이 주연으로 출연하였고 윤택중 등이 제작에 참여하였다.

## 출연

### 주연
- 황정순
- 전영주
- 김진규

## 기타
- 조명: 이인식
- 녹음: 이경순
- 미술: 백남준